# Nazlet Khater
Nazlet Khater es un sitio arqueológico ubicado en el Alto Egipto que ha arrojado evidencia de la cultura humana temprana y especímenes anatómicamente modernos que datan de hace aproximadamente entre treinta y cincuenta mil años.
Las excavaciones en el sitio Nazlet Khater 2 (Boulder Hill) arrojaron los restos de dos esqueletos humanos en 1980. Uno de los cráneos era el de un subadulto masculino. El cráneo era generalmente de forma moderna, pero con una cara muy ancha, y mostraba algunos rasgos arcaicos en las áreas de la sien y la mandíbula. Debajo del cráneo, el esqueleto era robusto, pero por lo demás, anatómicamente moderno. El análisis morfológico de la mandíbula de Nazlet Khater indica que el espécimen era distinto de los especímenes examinados del Pleistoceno tardío y del Holoceno del norte de África.
El esqueleto de Nazlet Khater 2 posee dos rasgos plesiomórficos en su mandíbula, que no se encuentran entre los humanos coetáneos y anatómicamente modernos. Esto sugiere que los antepasados del espécimen pueden haberse cruzado con vecinos humanos arcaicos tardíos. En Nazlet Khater 4, al sureste, también se excavaron hachas, cuchillas, buriles, raspadores y denticulados del Paleolítico superior. El sitio ha sido datado por radiocarbono entre hace unos 30.360 y 35.100 años. Las similitudes entre Nazlet Khater 2 y las muestras europeas del Paleolítico superior pueden indicar una estrecha relación entre este espécimen del valle del Nilo y los humanos modernos del Paleolítico superior europeo.